# Piotr Majer
Piotr Majer (ur. 1950 w Łodzi) – polski historyk, profesor nauk humanistycznych, nauczyciel akademicki, zajmujący się historią najnowszą, historią administracji oraz dziejami policji.

## Życiorys
Studia ukończył na Wydziale Filozoficzno-Historycznym Uniwersytetu Łódzkiego. Stopień doktora uzyskał w 1985 w Wojskowym Instytucie Historycznym, a stopień doktora habilitowanego w 2006 na Wydziale Humanistycznym Akademii Świętokrzyskiej, na podstawie dorobku naukowego oraz rozprawy pt. Milicja Obywatelska 1944-1957. Geneza, organizacja, działalność, miejsce w aparacie władzy. Postanowieniem z dnia 9 września 2013 r. Prezydent Rzeczypospolitej Polskiej nadał mu tytuł profesora nauk humanistycznych.
W roku 1990 był jednym z organizatorów Centralnej Biblioteki Policyjnej w Legionowie, kierował nią w latach 1990-1992. W latach 1993–2003 był adiunktem w Instytucie Badań nad Policją Wyższej Szkoły Policji w Szczytnie. W latach 1998–2003 pełnił funkcję redaktora naczelnego „Policyjnego Biuletynu Szkoleniowego”, zaś w latach 2000-2003 – kwartalnika policyjnej kadry kierowniczej „Policja”. Od 2000 zatrudniony Wydziale Prawa i Administracji Uniwersytetu Warmińsko-Mazurskiego, obecnie na stanowisku kierownika Katedry Bezpieczeństwa i Porządku Publicznego, a w tym w latach 2013-2016 pełnił na tymże wydziale funkcję prodziekana ds. nauki.
W 2007 otrzymał Medalion Pieta Miednoje 1940, przyznany przez Warszawskie Stowarzyszenie Rodzina Policyjna 1939 roku.

## Zainteresowania badawcze
Przedmiotem jego zainteresowań naukowych jest historia najnowsza, ze szczególnym uwzględnieniem organizacji i działalności służb policyjnych, za co został m.in. uhonorowany Medalionem Pamięci Pieta Miednoje 1940. W sumie opublikował 15 książek, w tym 5 jako współautor, kilkanaście artykułów naukowych i recenzji oraz podobną ilość tekstów popularnonaukowych, głównie na łamach "Gazety Policyjnej". Przez wiele lat był redaktorem naczelnym periodyku „Policja – kwartalnik kadry kierowniczej Policji”. Zainicjował w 2008 – wspólnie z Z. Judyckim, wydawanie „Policyjnego Magazynu Historycznego”, pełniąc w nim rolę zastępcy redaktora naczelnego.

## Wybrane publikacje
- Historiografia i stan badań nad dziejami aparatu bezpieczeństwa i porządku publicznego oraz wojsk wewnętrznych, Warszawa 1984
- Polska i świat w latach 1989-1992. Kalendarium przełomu, Warszawa 1993
- Ostaszków. Zbrodnia na polskich policjantach, Szczytno 2000
- Milicja Obywatelska w systemie organów władzy PRL. Zarys problematyki i źródła, Toruń 2003
- Milicja Obywatelska 1944-1957. Geneza, organizacja, działalność, miejsce w aparacie władzy, Olsztyn 2004
- 15 lat polskiej Policji 1990-2005, Szczytno 2005
- Ustawy polskiej policji (1791-1990). Źródła z komentarzem, Szczytno 2007
- Komendanci główni polskiej policji (1918-2009), Szczytno 2009